# Тобен Татарский
Тобе́н Тата́рский (также Тюбень татарский, Тюбень (вакуф); укр. Тобен Татарський, крымскотат. Tatar Töben, Татар Тёбен) — исчезнувшее село в Нижнегорском районе Республики Крым, располагавшееся на севере центральной части района, в степном Крыму, примерно в 1 км к югу от современного села Чкалово.

## История
Судя по доступным источникам, селение было образовано искусственно, изначально — по «земельному» разделению: на вакуфных землях поселились крымские татары, а рядом, на казённых — русские. Впоследствии сёла назывались, соответственно, Тюбень татарский и Тюбень русский (позже Аранада, Аллейное), хотя, фактически, существовало одно селение, что отмечалось на известных картах. Произошло это, видимо, в начале XX века, поскольку впервые в доступных источниках поселение, как Тюбень (вакуф), Ак-Шеихской волости волости Перекопского уезда встречается в Статистическом справочнике Таврической губернии 1915 года.
После установления в Крыму Советской власти, по постановлению Крымревкома № 206 «Об изменении административных границ» от 8 января 1921 года была упразднена волостная система, Перекопский уезд переименовали в Джанкойский, в составе которого был создан Джанкойский район. В 1922 году уезды преобразовали в округа. 11 октября 1923 года, согласно постановлению ВЦИК, в административное деление Крымской АССР были внесены изменения, в результате которых округа были отменены и Джанкойский район стал основной административной единицей и село включили в его состав. Согласно Списку населённых пунктов Крымской АССР по Всесоюзной переписи 17 декабря 1926 года, в селе Тюбень (татарский), Шибаньского сельсовета Джанкойского района, числилось 23 двора, из них 19 крестьянских, население составляло 104 человека, из них 100 татар и 4 болгарина, действовала начальная татарская школа. Постановлением ВЦИК «О реорганизации сети районов Крымской АССР» от 30 октября 1930 года был создан Сейтлерский район (по другим сведениям 15 сентября 1931 года), переименованный указом ВС РСФСР № 621/6 от 14 декабря 1944 года в Нижнегорский и село передали в его состав. По данным всесоюзной переписи населения 1939 года в селе проживало 148 человек. В 1944 году, после освобождения Крыма от фашистов, согласно Постановлению ГКО № 5859 от 11 мая 1944 года, 18 мая крымские татары были депортированы в Среднюю Азию и село самоликвидировалось — ввиду отсутствия жителей отпала нужда учитывать часть села как отдельное поселение.